# دی‌جی عالی
«دی‌جی عالی» (به انگلیسی: Great DJ) ترانه‌ای از گروه ایندی پاپ تینگ تینگز و یکی از قطعه‌های اولین آلبوم استودیویی آن‌ها با نام ما چیزی شروع نکردیم (۲۰۰۸) است.
وبسایت کاسیکونسز آو ساوند «دی‌جی عالی» را یکی از برترین ترانه‌های آلبوم ما چیزی شروع نکردیم دانسته‌است. به نوشتهٔ فریزر مک‌آلپاین در بی‌بی‌سی «نباید اجازه بدهید تکرارهای سادهٔ کلمه‌ها شما را فریب دهد و فکر کنید این یک آهنگ احمقانه است. این یک ترانهٔ هوشمندانه در مورد تجربیاتی است که فقط با استفاده از کلمات احمقانه امکان ضبط‌شان وجود دارد».
بر اساس داده‌های شزم «دی‌جی عالی» محبوب‌ترین آهنگ ایندی سال ۲۰۰۸ کاربران آن اپلیکیشن بوده‌است.

## موقعیت در جدول‌های فروش موسیقی
| چارت (۲۰۰۸)                    | جایگاه |
| ------------------------------ | ------ |
| جدول‌های ای‌آرآی‌ای استرالیا      | ۵۲     |
| اولتراتاپ بلژیک (فلاندرز)      | ۴۷     |
| جدول تک‌آهنگ‌های ایرلند          | ۳۵     |
| جدول تک‌آهنگ‌های بریتانیا        | ۳۳     |
| ترانه‌های دنس کلاب مجلهٔ بیلبورد | ۳      |